# Karel Líman

Karel Líman

Karel Líman (n. 3 martie 1855 la Mladá Boleslav, Boemia - 1929) a fost un arhitect ceh, cunoscut pentru faptul că a proiectat diverse edificii ale Casei Regale Române.
Printre edificiile pe care le-a proiectat sau la care și-a adus o contribuție majoră se pot enumera: Castelul Peleș, casa prințului Carol din București, cabana regelui Ferdinand de la Lăpușna, extinderea Palatului Cotroceni.
De asemenea, a participat la restaurarea bisericilor Sf. Nicolae și Trei Ierarhi din Iași și a bisericii episcopale de la Curtea de Argeș.